# Live Worldwide
Live Worldwide – album koncertowy wydany w formacie kasety kompaktowej przez anarchopunkowy zespół Oi Polloi ze Szkocji. Materiał został wydany przez firmę Ruptured Ambitions w 1992.

## Utwory
1. Americans Out
2. Nuclear Waste
3. Thugs In Uniform
4. Albert Reynolds
5. Die For B.P.
6. No Survivors
7. Pigs For Slaughter
8. Victim Of A Gas Attack
9. Victim Of A Chemical Spillage
10. The Only Release
11. Fuck The Poll Tax
12. Punx Picnic
13. Resist The Atomic Menace
14. Thin Green Line
15. Scum
16. Does The System Work?
17. 23 Hours
18. Americans Out
19. Nazi Scum
20. When Two Men Kiss
21. Free The Henge
22. A Look At Tomorrow
23. Nuclear Waste
24. State Violence, State Control
25. Sceptre Of The Universe
26. Victim Of A Gas Attack
27. Punx Picnic
28. Does The System Work?
29. John Major - Fuck You
30. Pigs For Slaughter
31. If The Kids Are United